# Temple de Virupaksha
Le temple de Virupaksha est situé à Hampi, dans le district de Ballari dans le Karnataka, en Inde. Il fait partie des monuments de Hampi, site classé au patrimoine mondial de l'UNESCO. Le temple est dédié à Virupaksha, une forme de Shiva. Le temple a été construit par Lakkan Dandesha, un nayaka (chef) sous le règne de Deva Raya II, également connu sous le nom de Prauda Deva Raya de l'empire Vijayanagara.
Hampi, capitale de l'empire Vijayanagara, est située sur les rives de la rivière Tungabhadrâ. Le temple de Virupaksha est le principal centre de pèlerinage à Hampi et est considéré comme le sanctuaire le plus sacré au cours des siècles. Il est intact parmi les ruines environnantes et est toujours utilisé pour le culte. Le temple est dédié au Seigneur Shiva, appelé ici Virupaksha, en tant qu'époux de la déesse locale Pampadevi, associée à la rivière Tungabhadrâ. Il existe également un temple Virupakshini Amma (déesse mère) dans un village appelé Nalagamapalle, dans le district de Chittoor en Andhra Pradesh, à environ 100 km de Tirupati.

## Histoire
L'histoire du temple est ininterrompue à partir du VIIe siècle environ. Le sanctuaire Virupaksha-Pampa existait bien avant la capitale Vijayanagara. Les inscriptions faisant référence à Shiva remontent aux IXe et Xe siècles. Ce qui a commencé comme un petit sanctuaire est devenu un grand complexe sous les dirigeants de Vijayanagara. Les éléments de preuve indiquent que des ajouts ont été faits au temple à la fin des périodes Chalukya et Hoysala, bien que la plupart des bâtiments du temple soient attribués à la période Vijayanagar. L'immense bâtiment du temple a été construit par Lakkana Dandesha, un chef sous le souverain Deva Raya II de l'empire Vijayanagara.
Sous le règne de Vijayanagara, au milieu du XIVe siècle, une floraison d'art et de culture autochtones est apparue. Lorsque les souverains ont été vaincus par les envahisseurs musulmans au XVIe siècle, la plupart des magnifiques structures décoratives et créations ont été systématiquement détruites.
La secte religieuse de Virupaksha-Pampa n'a pas pris fin avec la destruction de la ville en 1565. Le culte a persisté au fil des ans. Au début du XIXe siècle, d'importants travaux de rénovation et d'ajout, comprenant des peintures au plafond et les tours du gopura nord et est, ont été réalisés.

## Architecture
À l'heure actuelle, le temple principal comprend un sanctuaire, trois chambres d'antiquité, un hall à piliers et un hall à piliers ouverts. Il est décoré de piliers délicatement sculptés. Un cloître à piliers, des portes d'entrée, des cours, des sanctuaires plus petits et d'autres structures entourent le temple[réf. nécessaire]. La passerelle Est à neuf niveaux, qui est la plus grande à 50 mètres, est bien proportionnée et intègre certaines structures antérieures. Il a une superstructure en brique et une base en pierre. Il donne accès à la cour extérieure contenant de nombreux sous-sanctuaires.
La petite porte orientale mène à la cour intérieure avec ses nombreux sanctuaires plus petits.
Un autre gopuram vers le nord, connu sous le nom de Kanakagiri gopura, mène à une petite enceinte avec des sanctuaires subsidiaires et finalement à la rivière Tungabhadrâ.
Un étroit canal de la rivière Tungabhadrâ coule le long de la terrasse du temple, puis descend dans la cuisine du temple et sort par la cour extérieure[réf. nécessaire].
L'une des caractéristiques les plus frappantes de ce temple est l'utilisation de concepts mathématiques pour le construire et le décorer. Le temple a répété des modèles qui démontrent le concept de fractales. La forme principale du temple est triangulaire. Lorsque vous regardez au sommet du temple, les motifs se divisent et se répètent, comme vous le verriez dans un flocon de neige ou d'autres merveilles naturelles.
Krishnadevaraya, l'un des célèbres rois de l'empire Vijayanagara, a été l'un des principaux mécènes de ce temple. La plus ornée de toutes les structures dans le temple, la salle centrale à piliers, serait son ajout à ce temple. Il en va de même pour la tour d'entrée donnant sur la cour intérieure du temple. Des inscriptions sur une plaque de pierre installée à côté de la salle des piliers expliquent sa contribution au temple. Il est écrit que Krishna Devaraya a commandé cette salle en 1510 pour marquer son accession. Il a également construit le gopuram oriental. Ces ajouts signifient que le sanctuaire central occupe une partie relativement petite du complexe. Les salles du temple ont été utilisées à diverses fins. Certains sont des espaces dans lesquels les images de dieux sont placées pour assister à des programmes spéciaux de musique, danse, théâtre, etc. D'autres ont été utilisées pour célébrer les mariages de divinités.

## Festivals
Le temple continue de prospérer et attire des foules immenses pour les fêtes de fiançailles et de mariage de Virupaksha et de Pampa en décembre.
Au mois de février, la fête annuelle du char est célébrée ici chaque année.

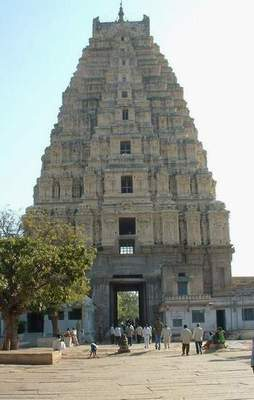
Gopuram du temple de Virupaksha
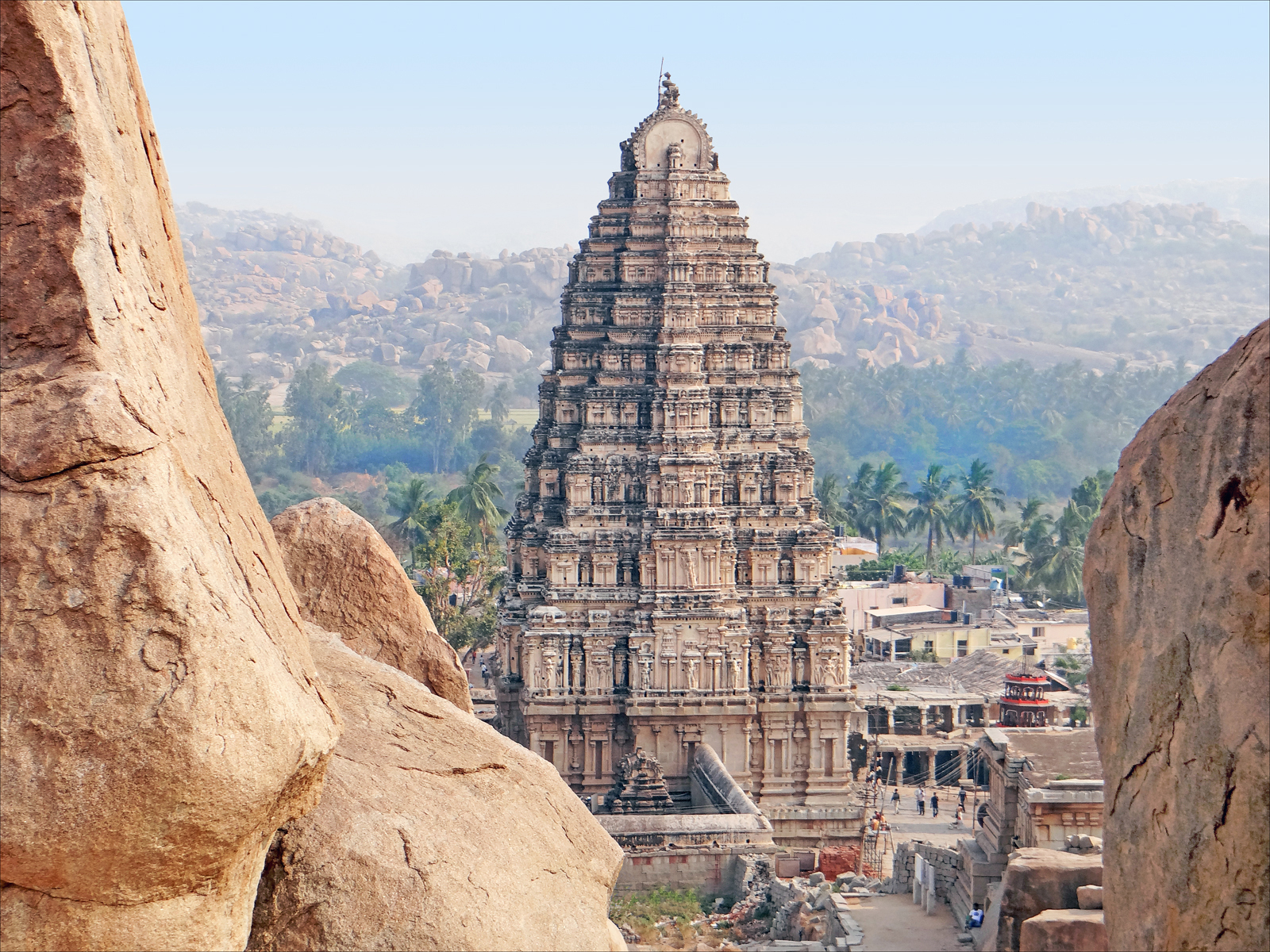
Gopuram du temple de Virupaksha
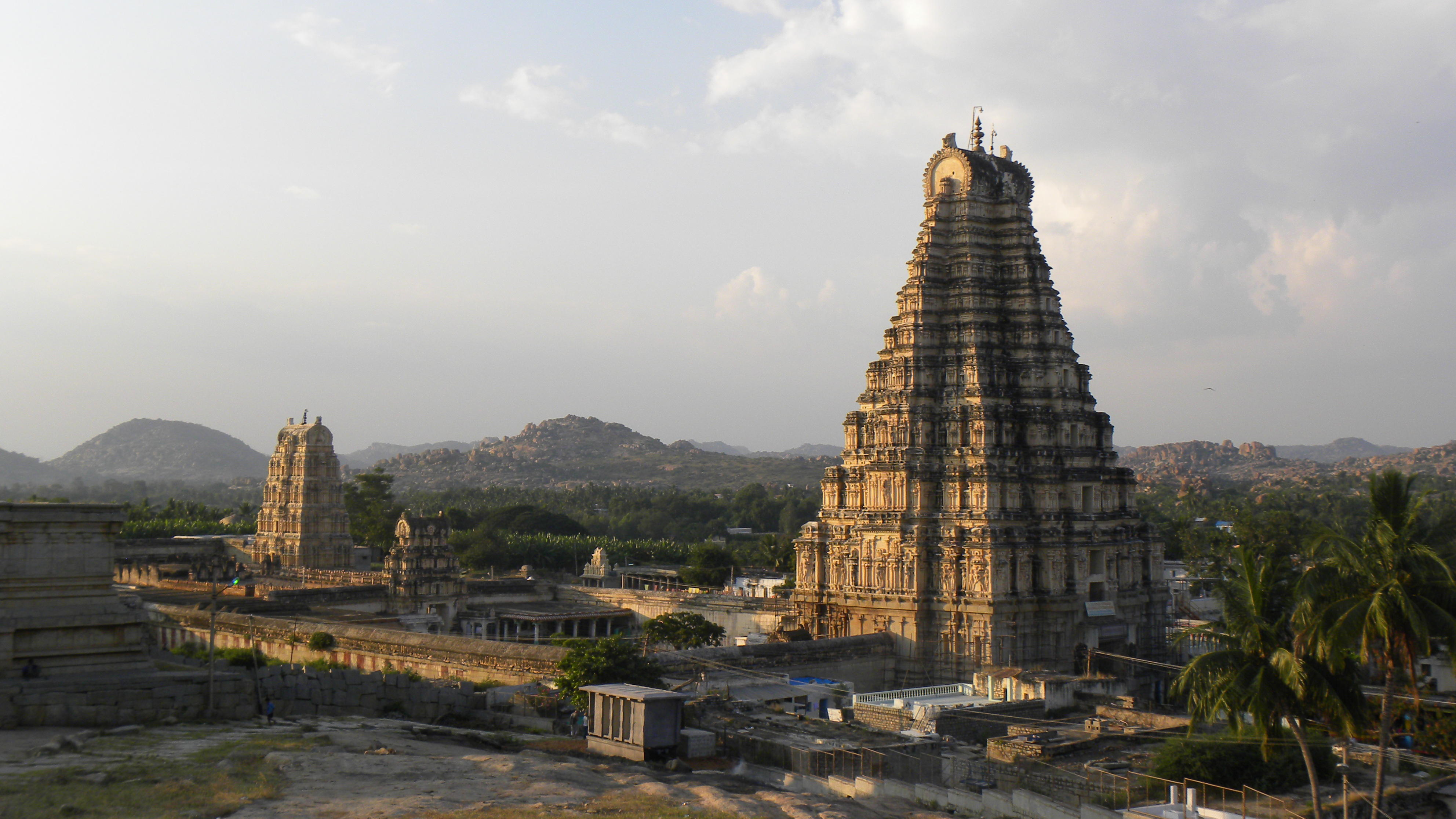
Le temple Virupaksha vu d'en haut
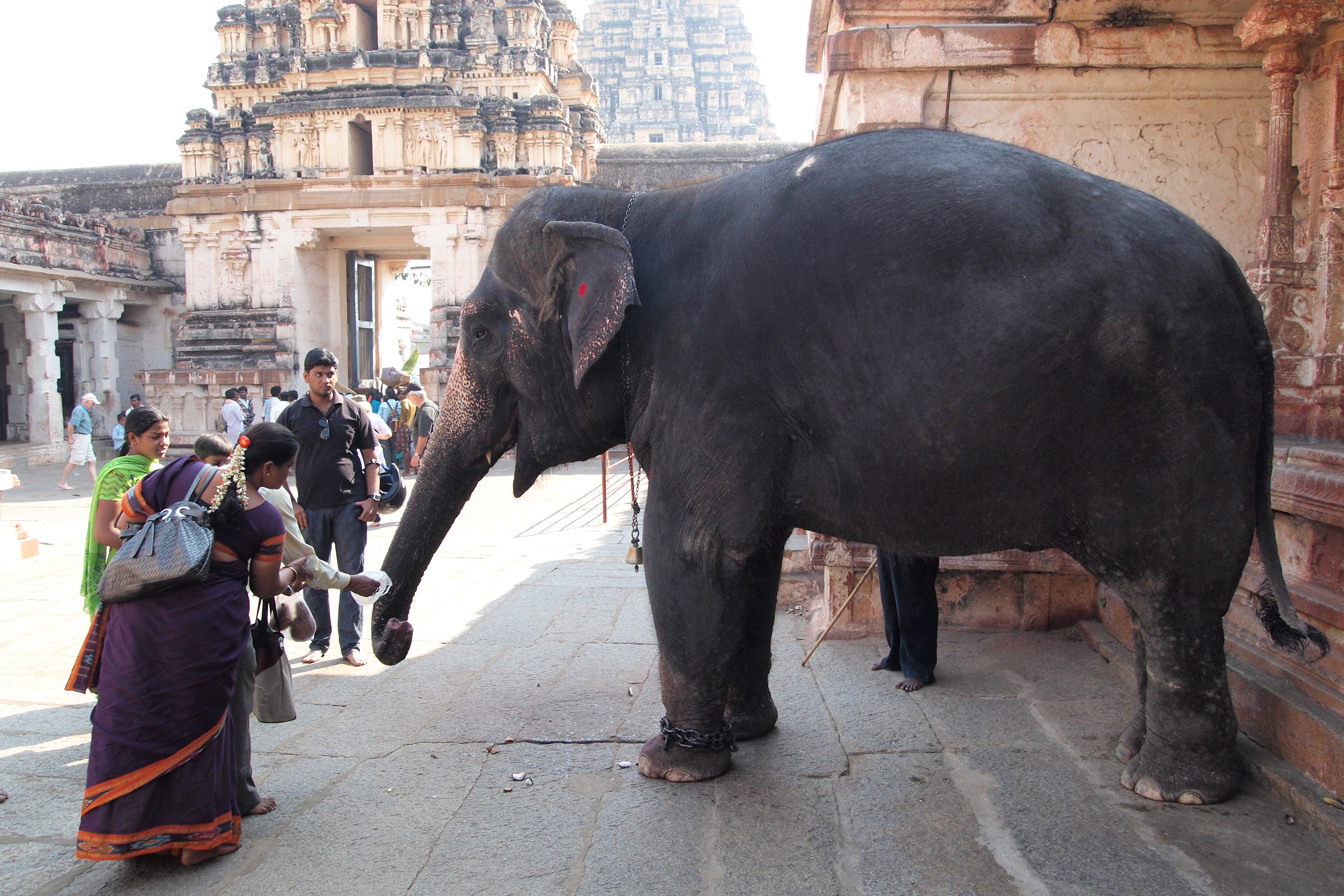
Lakshmi, éléphant du temple de Virupaksha